# Conny Méndez
Pour les articles homonymes, voir Méndez.
Juana María de la Concepción Méndez Guzmán, (née le 11 avril 1898 à Caracas, morte le 26 novembre 1979 à Miami) est une compositrice, chanteuse, dessinatrice, actrice et écrivaine vénézuélienne.

## Biographie
Fille du poète Eugenio Méndez y Mendoza et de Lastenia Guzmán de Méndez y Mendoza, sa famille s'installe à New York quand elle a huit ans. Elle étudie les arts plastiques à l'Art Students puis la musique à la New School of Music, Philadelphie.
Au cours des années 1920, à son retour à Caracas, elle collabore comme chroniqueuse et dessinatrice dans différents magazines et journaux, dont El Nuevo Diario, Élite et Nosotras. Méndez est l'une des premières femmes de Caracas à pratiquer des activités réservées aux hommes, comme conduire et fumer en public, une attitude qui viendra entériner ce qu'elle fait déjà dans sa vie professionnelle. Elle est aussi l'une des pionnières à faire appel au divorce au Venezuela. Elle parcourt le monde, se remarie trois fois, aura deux enfants, sept petits-enfants et douze arrière-petits-enfants.
Elle compose de nombreuses œuvres musicales et fait des tournées internationales offrant des concerts de chant et de guitare. Son œuvre musicale se compose de plus de quarante compositions, parmi lesquelles se détachent celles de nature populaire, ainsi que certaines du genre classique et romantique. Sa chanson La negrita Marisol, dédiée à la danseuse Yolanda Moreno, lui confère une respectabilité en tant qu'autrice, la concentrant sur la création de pièces folkloriques et populaires, telles que Chucho y Ceferina, Venezuela habla cantando, Soy venezolana... Ses chansons sont interprétées par Lilia Vera, Cecilia Todd, Simón Díaz, Olga Teresa Machado, Nachy Acevedo, Los Cañoneros...
En 1946, elle fonde le Mouvement métaphysique chrétien du Venezuela, qui diffuse les enseignements du comte de Saint Germain et d'Emmet Fox ; parmi ses nombreux élèves figurent Olga Pucci, Ana Mercedes Asuage de Rugeles et Lucy Fernandez. À la fin de sa vie, elle se consacre entièrement à la métaphysique.
Au début des années 1950, elle est actrice dans la pièce Tables séparées de Terence Rattigan.